# فریا میور
فریا میور (به انگلیسی: Freya Mavor) بازیگر و مدل اسکاتلندی است. او بیشتر به خاطر ایفای نقش مینی مک‌گینس در مجموعه تلویزیونی اسکینز شناخته می‌شود.
او در فیلم‌های مأمور یاغی، امپراطوری از پاریس، حس یک پایان و پایان ناخوشایند بازی کرده‌است.